# Mary Tyler Moore
Mary Tyler Moore (ur. 29 grudnia 1936 w Nowym Jorku, zm. 25 stycznia 2017 w Greenwich w stanie Connecticut) – amerykańska aktorka.